# Vernou-la-Celle-sur-Seine
Pour les articles homonymes, voir Vernou et la Celle.
Vernou-la-Celle-sur-Seine est une commune française située dans le sud du département de Seine-et-Marne en région Île-de-France.

## Géographie

### Localisation
- 1Carte dynamique
- 2Carte Openstreetmap
- 3Carte topographique
- 4Carte avec les communes environnantes

Vernou-la-Celle-sur-Seine est située à environ 78 km au sud-est du centre de Paris et à environ 38,8 km au sud-est de la préfecture de Seine-et-Marne, Melun, sur la rive droite de la Seine juste avant son confluent avec le Loing.

### Géologie et relief
L'altitude de la commune varie de 42 mètres à 145 mètres pour le point le plus haut, le centre du bourg se situant à environ 81 mètres d'altitude (mairie). Elle est classée en zone de sismicité 1, correspondant à une sismicité très faible.

### Hydrographie

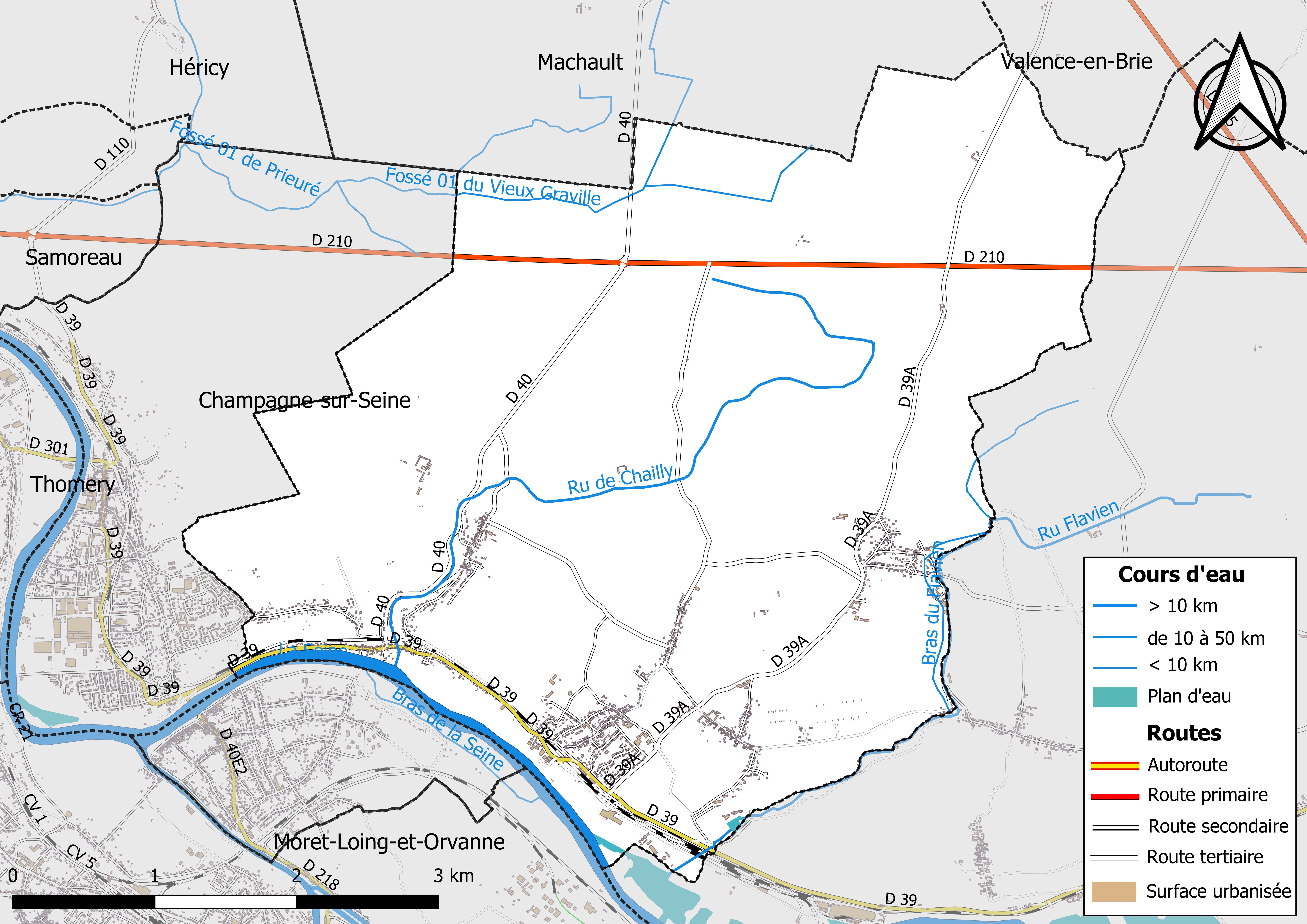
Carte des réseaux hydrographique et routier de Vernou-la-Celle-sur-Seine.

Le réseau hydrographique de la commune se compose de huit cours d'eau référencés :
- la Seine, fleuve long de 774,76 km[3], ainsi que :
  - un bras de 1,02 km[4] ;
    - le ru Flavien, 6,39 km[5], qui conflue avec le bras de la Seine F4007001 ;
      - un bras du Flavien, 1,74 km[6], qui conflue avec le ru Flavien ;
      - le fossé 01 de la Madeleine, 1,38 km[7], affluent du ru Flavien ;

  - le ru de Chailly, 6,52 km[8], affluent de la Seine ;
- le fossé 01 du Vieux Graville, canal de 4,04 km[9], qui conflue avec le fossé 01 de Prieuré ;
  - le fossé 02 du Bois de Valence, canal de 1,41 km[10], qui conflue avec le fossé 01 du Vieux Graville.

Par ailleurs, son territoire est également traversé par l’aqueduc de la Voulzie.
La longueur totale des cours d'eau sur la commune est de 20,33 km.

### Climat
Pour des articles plus généraux, voir Climat de l'Île-de-France et Climat de Seine-et-Marne.
En 2010, le climat de la commune est de type climat océanique dégradé des plaines du Centre et du Nord, selon une étude du CNRS s'appuyant sur une série de données couvrant la période 1971-2000. En 2020, Météo-France publie une typologie des climats de la France métropolitaine dans laquelle la commune est exposée à un climat océanique altéré et est dans la région climatique Nord-est du bassin Parisien, caractérisée par un ensoleillement médiocre, une pluviométrie moyenne régulièrement répartie au cours de l’année et un hiver froid (3 °C).
Pour la période 1971-2000, la température annuelle moyenne est de 10,9 °C, avec une amplitude thermique annuelle de 15,1 °C. Le cumul annuel moyen de précipitations est de 743 mm, avec 11,2 jours de précipitations en janvier et 7,5 jours en juillet. Pour la période 1991-2020, la température moyenne annuelle observée sur la station météorologique la plus proche, située sur la commune de Fontainebleau à 11 km à vol d'oiseau, est de 11,1 °C et le cumul annuel moyen de précipitations est de 740,1 mm,. Pour l'avenir, les paramètres climatiques de la commune estimés pour 2050 selon différents scénarios d'émission de gaz à effet de serre sont consultables sur un site dédié publié par Météo-France en novembre 2022.

### Milieux naturels et biodiversité

#### Espaces protégés
La protection réglementaire est le mode d’intervention le plus fort pour préserver des espaces naturels remarquables et leur biodiversité associée,.
Deux espaces protégés sont présents dans la commune : 
- les « Marais alcalins de la Grande Paroisse et de Vernou », objet d'un arrêté préfectoral de protection de biotope, d'une superficie de 30 ha[20].
- la zone de transition de la réserve de biosphère « Fontainebleau et Gâtinais », créée en 1998 et d'une superficie totale de 150 544 ha (95 595 ha pour la zone de transition). Cette réserve de biosphère, d'une grande biodiversité, comprend trois grands ensembles : une grande moitié ouest à dominante agricole, l’emblématique forêt de Fontainebleau au centre, et le Val de Seine à l’est. La structure de coordination est l'Association de la Réserve de biosphère de Fontainebleau et du Gâtinais, qui comprend un conseil scientifique et un Conseil Education, unique parmi les Réserves de biosphère françaises[21],[22].

#### Zones naturelles d'intérêt écologique, faunistique et floristique
L’inventaire des zones naturelles d'intérêt écologique, faunistique et floristique (ZNIEFF) a pour objectif de réaliser une couverture des zones les plus intéressantes sur le plan écologique, essentiellement dans la perspective d’améliorer la connaissance du patrimoine naturel national et de fournir aux différents décideurs un outil d’aide à la prise en compte de l’environnement dans l’aménagement du territoire.
Le territoire communal de Vernou-la-Celle-sur-Seine comprend trois ZNIEFF de type 1,, : 
- les « Pierreux » (4,64 ha)[24] ;
- le « Marais tourbeux du bois de Valence » (156,54 ha), couvrant 2 communes du département[25],
- la « Zone centrale du bois de Valence » (98 ha), couvrant 2 communes du département[26] ;

et deux ZNIEFF de type 2, : 
- les « Bois de Valence et de Champagne » (3 706,85 ha), couvrant 9 communes du département[27] ;
- la « vallée de la Seine entre Vernou et Montereau » (1 626,19 ha), couvrant 8 communes du département[28].

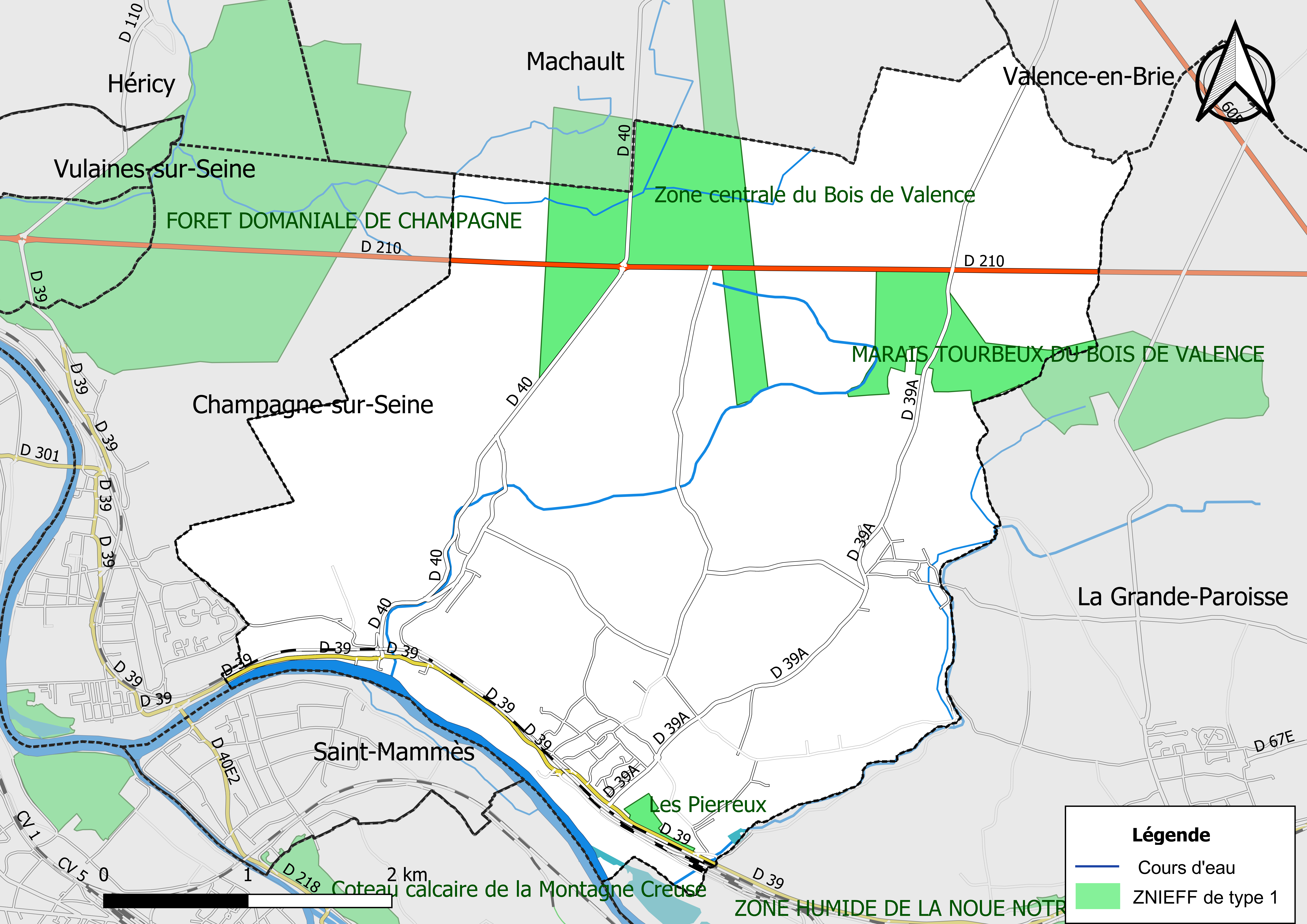
Carte des ZNIEFF de type 1 de la commune.
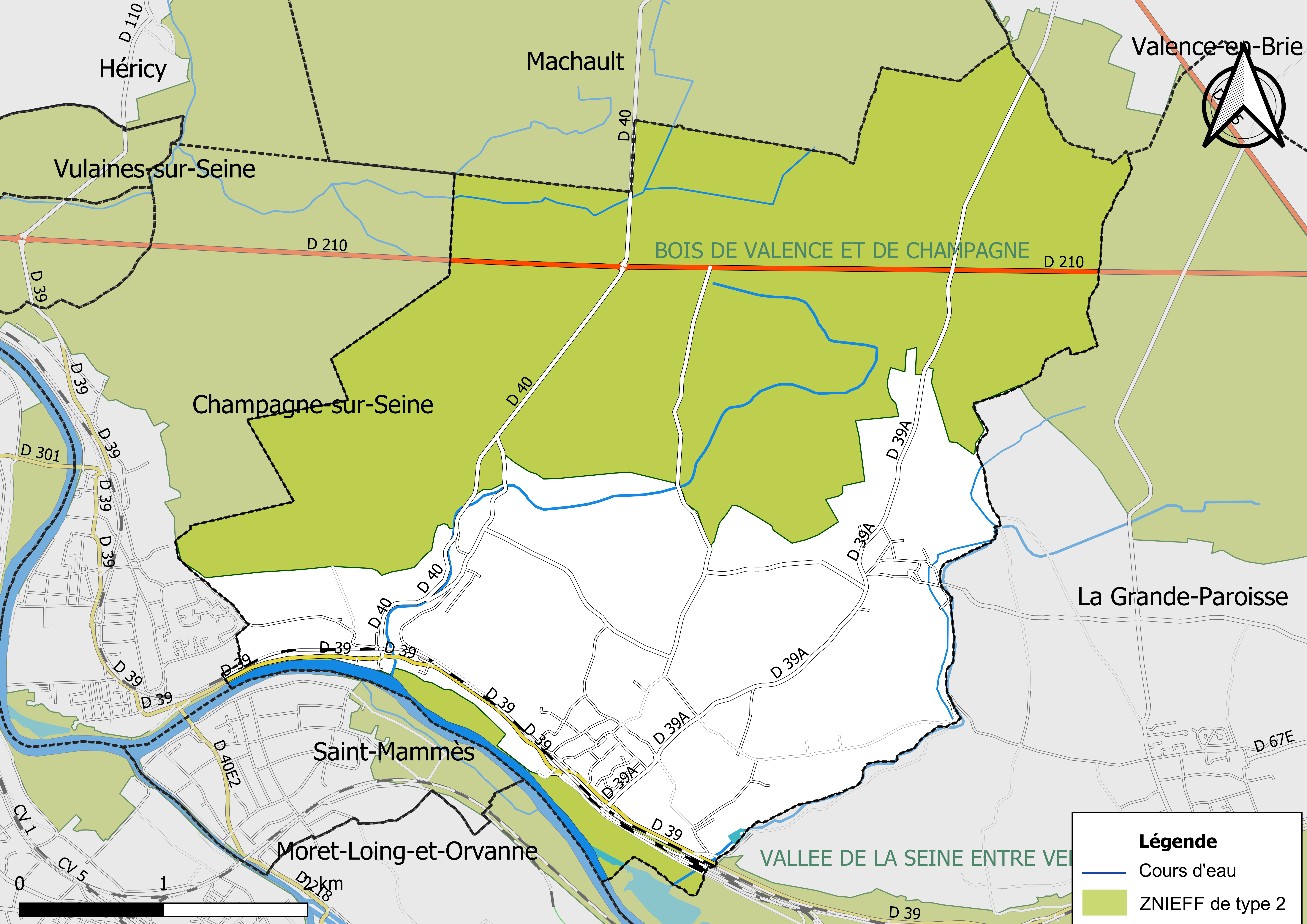
Carte des ZNIEFF de type 2 de la commune.

## Urbanisme

### Typologie
Au 1er janvier 2024, Vernou-la-Celle-sur-Seine est catégorisée commune rurale à habitat dispersé, selon la nouvelle grille communale de densité à sept niveaux définie par l'Insee en 2022.
Elle appartient à l'unité urbaine de Champagne-sur-Seine, une agglomération intra-départementale regroupant cinq  communes, dont elle est une commune de la banlieue,,. Par ailleurs la commune fait partie de l'aire d'attraction de Paris, dont elle est une commune de la couronne,. Cette aire regroupe 1 929 communes,.

### Lieux-dits et écarts

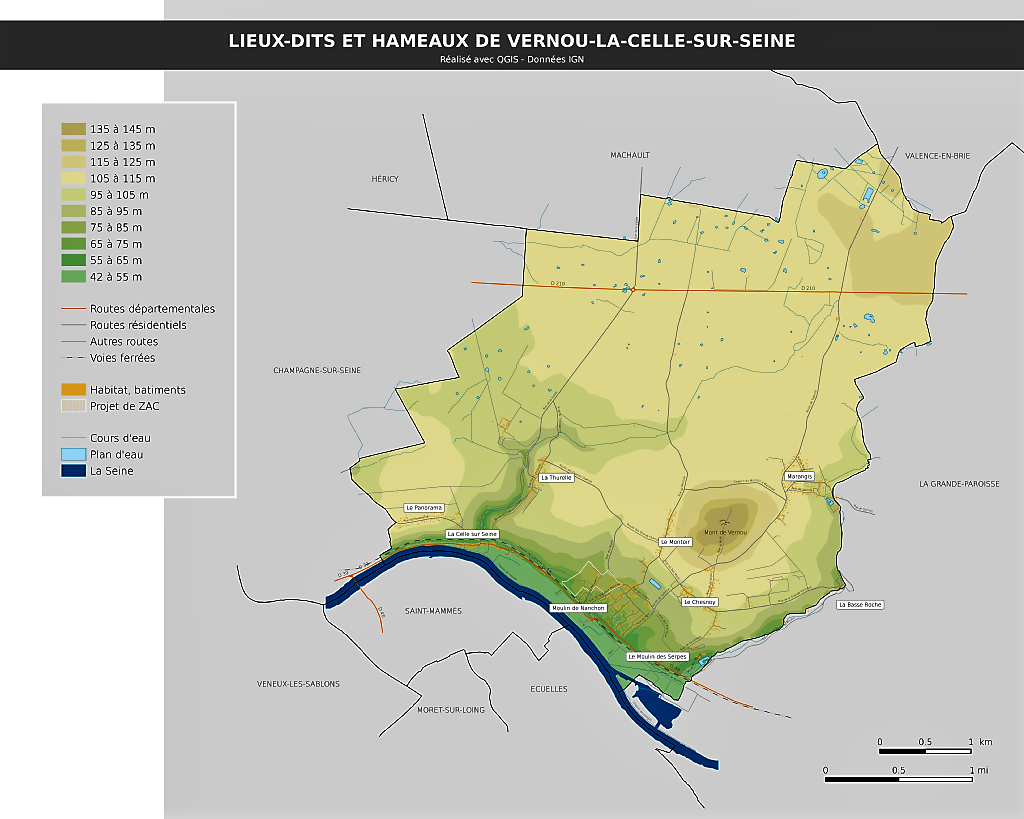
Situation géographique des lieux dits et hameaux de Vernou-la-Celle-sur-Seine

La commune compte 125 lieux-dits administratifs répertoriés consultables ici dont la Basse Roche, la Thurelle, Poste de Chesnoy, le Montoir, Moulin des Serpes, le Panorama, Marangis, Moulin de Nanchon (source : le fichier Fantoir).

### Occupation des sols
L'occupation des sols de la commune, telle qu'elle ressort de la base de données européenne d’occupation biophysique des sols Corine Land Cover (CLC), est marquée par l'importance des forêts et milieux semi-naturels (54,9 % en 2018), une proportion sensiblement équivalente à celle de 1990 (54,8 %). La répartition détaillée en 2018 est la suivante : 
forêts (50,9% ), terres arables (25,5% ), zones agricoles hétérogènes (7,9% ), zones urbanisées (7,3% ), milieux à végétation arbustive et/ou herbacée (4% ), zones industrielles ou commerciales et réseaux de communication (2% ), eaux continentales (1,3% ), prairies (1,1 %).
Parallèlement, L'Institut Paris Région, agence d'urbanisme de la région Île-de-France, a mis en place un inventaire numérique de l'occupation du sol de l'Île-de-France, dénommé le MOS (Mode d'occupation du sol), actualisé régulièrement depuis sa première édition en 1982. Réalisé à partir de photos aériennes, le Mos distingue les espaces naturels, agricoles et forestiers mais aussi les espaces urbains (habitat, infrastructures, équipements, activités économiques, etc.) selon une classification pouvant aller jusqu'à 81 postes, différente de celle de Corine Land Cover,,. L'Institut met également à disposition des outils permettant de visualiser par photo aérienne l'évolution de l'occupation des sols de la commune entre 1949 et 2018.

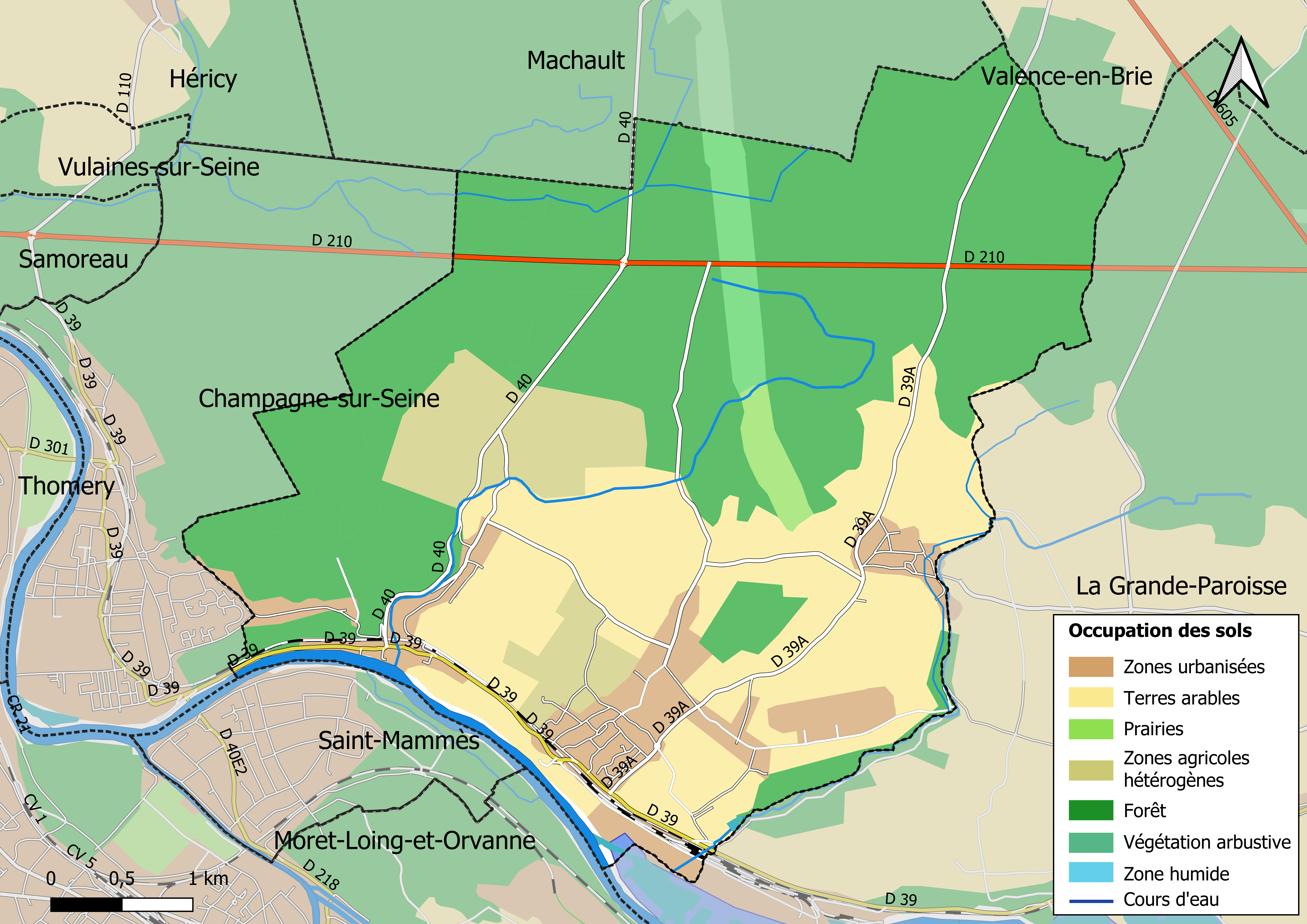
Carte des infrastructures et de l'occupation des sols en 2018 (CLC) de la commune.
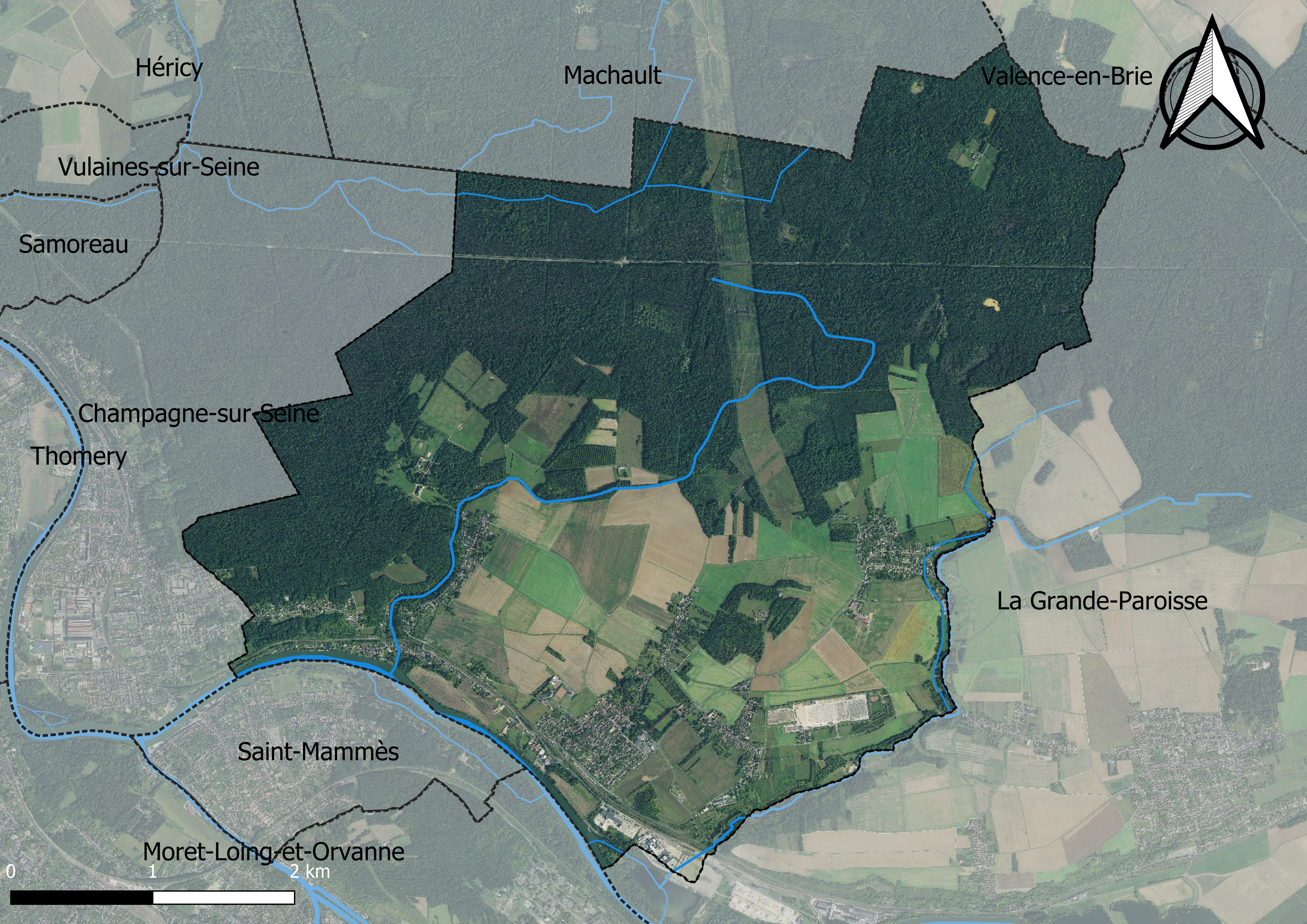
Carte orhophotogrammétrique de la commune.

### Planification
La loi SRU du 13 décembre 2000 a incité les communes à se regrouper au sein d’un établissement public, pour déterminer les partis d’aménagement de l’espace au sein d’un SCoT, un document d’orientation stratégique des politiques publiques à une grande échelle et à un horizon de 20 ans et s'imposant aux documents d'urbanisme locaux, les PLU (Plan local d'urbanisme). La commune est dans le territoire du SCOT Seine et Loing, dont le projet a été arrêté le 3 juillet 2019, porté par le syndicat mixte d’études et de programmation (SMEP) Seine et Loing rassemblant à la fois 44 communes et trois communautés de communes.
La commune disposait en 2019 d'un plan local d'urbanisme approuvé. Le zonage réglementaire et le règlement associé peuvent être consultés sur le Géoportail de l'urbanisme.

### Logement
En 2016, le nombre total de logements dans la commune était de 1 114 dont 93,2 % de maisons et 6,7 % d'appartements.
Parmi ces logements, 90,1 % étaient des résidences principales, 4,2 % des résidences secondaires et 5,6 % des logements vacants.
La part des ménages fiscaux propriétaires de leur résidence principale s'élevait à 87,2 % contre 12,3 % de locataires dont, 3,2 % de logements HLM loués vides (logements sociaux) et, 0,5 % logés gratuitement.

### Voies de communication et transports
La commune est desservie par une gare de la ligne Melun - Héricy - Montereau. Une liaison directe vers la gare de Lyon est également possible, via les gares voisines de Saint-Mammès et Champagne-sur-Seine.

## Toponymie
Du mot gaulois vernos « aulne » et qui a donné l'occitan vern(a), appellation méridionale de l'aulne vert, utilisée également en français pour désigner cet arbre. Dans ce cas, c'est plutôt le sens primitif du mot gaulois noté *uerno-, *uerna, plutôt que vernos, (cf. breton gwern, irlandais fern) « lieu humide, marais, marécage ». Sans doute apparenté à un thème pré-celtique *wer-, désignant l'eau. Le verne est un arbre dont le nom est, étymologiquement, à l’origine du nom de nombreux lieux, lieux dits, hameaux, villages ou villes, en France comme à l'étranger.
Vernou-sur-Seine fusionna, en 1971, avec La Celle-sur-Seine, pour former la nouvelle commune de Vernou-la-Celle-sur-Seine.
Une celle est un nom commun en moyen français médiéval (du latin cella, « chambre »), qui désignait au Moyen Âge une cellule d'ermite, parfois devenue un ermitage puis un petit monastère dépendant le plus souvent d'une abbaye.

## Histoire
Généralités Historiques :
- Une occupation humaine (Homo heidelbergensis), datée d’environ - 425 000 années est avérée. Des restes osseux d’un hippopotame, d’un cerf, d’un équidé, d’un macaque et d’un petit carnivore ont été découverts en 2006[47].
- Mentionnée au XIe siècle. Commune fondée en 1971 par la réunion, des communes de Vernou-sur-Seine et de La Celle-sur-Seine, anciennement La Celle-sous-Moret.
- Le domaine de Tournancie ou Tournanfuye appartenait aux Villebéon dits le Chambellan (ou la Chambellane pour les dames ; issus de la famille Le Riche de Beaumont et alliés aux Nemours) ; la fille héritière de Gautier IV, Marguerite, dame de Villebéon et Tournanfuye, fl. av. 1300, épousa vers 1275 Thibaud de Bommiers/Beaumetz de Blaison, d'où Marguerite et Mahaut/Mathilde de Bommiers (les sources divergent quant à la succession de Villebéon et Tournanfuye : l'historien Emile-Louis Richemond (1908) dit que ces seigneuries passent aux Crespin du Bec, Mahaut de Bommiers ayant épousé Guillaume VII Crespin du Bec[48] ; alors que d'autres les voient passer aux Roucy-Pierrepont, Marguerite de Bommiers ayant marié Jean V, comte de Roucy de 1304 à 1346[49] : on remarque que leur arrière-petit-fils Jean VI est le gendre de Jean de Montaigu qui suit).
  - Toujours est-il qu'en 1385, sous Charles VI, le chambellan royal Charles de Chambly de Livry, † 1413, reçoit Tournanfuye[50], et que vers 1400, Jean de Montaigu de Marcoussis acquiert le domaine, qu'on retrouve dans sa descendance Malet de Graville (l'amiral Louis) puis Balsac/Balzac d'Entragues (cf. Robert ; famille d'Henriette d'Entragues, marquise de Verneuil, favorite d'Henri IV, dont l'oncle Galéas de Balsac, † 1573 sans postérité, est sire de Tournanfuye/de Graville ; après lui son neveu, cousin germain d'Henriette, Henri de Balsac marquis d'Entraigues, en est comte[51], comme son gendre Jean-Gaspard-Ferdinand de Marchin). Tournanfuye change alors de nom et devient le château de Graville, en souvenir d'un ancien fief des Malet en Normandie.
  - Vente du comté de Graville en juin 1680, avec Héricy, à Jean-Édouard de Poussemothe de L'Estoile[52], arrière-petit-fils de Pierre, puis son fils Charles de l'Estoile, fl. 1726. En 1768-1770, Thomas-Marie marquis de Fresnoy (-en-Chaussée ?) est baron de Tournanfuye/Graville et de (La) Celle (-sur-Seine)[53],[54],[55].

Vernou-sur-Seine fusionna, en 1971, avec La Celle-sur-Seine, pour former la nouvelle commune de Vernou-la-Celle-sur-Seine.
Articles de Antoine Skriminor

## Politique et administration

### Liste des maires
| Période                                  | Période   | Identité        | Étiquette | Qualité                                                        |
| ---------------------------------------- | --------- | --------------- | --------- | -------------------------------------------------------------- |
| Les données manquantes sont à compléter. |           |                 |           |                                                                |
| 1972                                     | 1977      | Michel Legrand  |           |                                                                |
| mars 1977                                | mars 1989 | Jacques Régnier |           |                                                                |
| mars 1989                                | mars 2001 | Michel Normand  |           |                                                                |
| mars 2001                                | mars 2008 | Josyane Viguier |           |                                                                |
| mars 2008                                | mars 2014 | Michel Demars   | SE        |                                                                |
| mars 2014                                | En cours  | Alain Momon     | DVG       | Cadre Suppléant du député LR Jean-Louis Thiériot (2022 → 2024) |

### Jumelages
- Manorbier (Royaume-Uni)

## Équipements et services

### Eau et assainissement
L’organisation de la distribution de l’eau potable, de la collecte et du traitement des eaux usées et pluviales relève des communes. La loi NOTRe de 2015 a accru le rôle des EPCI à fiscalité propre en leur transférant cette compétence. Ce transfert devait en principe être effectif au 1er janvier 2020, mais la loi Ferrand-Fesneau du 3 août 2018 a introduit la possibilité d’un report de ce transfert au 1er janvier 2026,.

#### Assainissement des eaux usées
En 2020, la gestion du service d'assainissement collectif de la commune de Vernou-la-Celle-sur-Seine est assurée par le SIDASS de Moret Seine et Loing pour la collecte, le transport et la dépollution. Ce service est géré en délégation par une entreprise privée, dont le contrat arrive à échéance le 31 décembre 2025,,.
L’assainissement non collectif (ANC) désigne les installations individuelles de traitement des eaux domestiques qui ne sont pas desservies par un réseau public de collecte des eaux usées et qui doivent en conséquence traiter elles-mêmes leurs eaux usées avant de les rejeter dans le milieu naturel. Le SIDASS de Moret Seine et Loing assure pour le compte de la commune le service public d'assainissement non collectif (SPANC), qui a pour mission de vérifier la bonne exécution des travaux de réalisation et de réhabilitation, ainsi que le bon fonctionnement et l’entretien des installations. Cette prestation est déléguée à une entreprise privée , dont le contrat arrive à échéance le 31 décembre 2025,.

#### Eau potable
En 2020, l'alimentation en eau potable est assurée par le SIAEP de Champagne-sur-Seine, Vernou-la-Celle-sur-Seine qui en a délégué la gestion à l'entreprise Veolia, dont le contrat expire le 31 décembre 2027,,.
Les nappes de Beauce et du Champigny sont classées en zone de répartition des eaux (ZRE), signifiant un déséquilibre entre les besoins en eau et la ressource disponible. Le changement climatique est susceptible d’aggraver ce déséquilibre. Ainsi afin de renforcer la garantie d’une distribution d’une eau de qualité en permanence sur le territoire du département, le troisième Plan départemental de l’eau signé, le 3 octobre 2017, contient un plan d’actions afin d’assurer avec priorisation la sécurisation de l’alimentation en eau potable des Seine-et-Marnais. A cette fin a été préparé et publié en décembre 2020 un schéma départemental d’alimentation en eau potable de secours dans lequel huit secteurs prioritaires sont définis. La commune fait partie du secteur Bocage.

## Population et société

### Démographie
Les habitants sont appelés les Vernoucellois.
L'évolution du nombre d'habitants est connue à travers les recensements de la population effectués dans la commune depuis 1793. Pour les communes de moins de 10 000 habitants, une enquête de recensement portant sur toute la population est réalisée tous les cinq ans, les populations de référence des années intermédiaires étant quant à elles estimées par interpolation ou extrapolation. Pour la commune, le premier recensement exhaustif entrant dans le cadre du nouveau dispositif a été réalisé en 2008.

En 2022, la commune comptait 2 621 habitants, en évolution de −2,35 % par rapport à 2016 (Seine-et-Marne : +3,92 %, France hors Mayotte : +2,11 %).
| 1793 | 1800 | 1806 | 1821 | 1831 | 1836 | 1841 | 1846 | 1851 |
| ---- | ---- | ---- | ---- | ---- | ---- | ---- | ---- | ---- |
| 603  | 641  | 669  | 601  | 636  | 704  | 717  | 720  | 680  |

| 1856 | 1861 | 1866 | 1872 | 1876 | 1881 | 1886 | 1891 | 1896 |
| ---- | ---- | ---- | ---- | ---- | ---- | ---- | ---- | ---- |
| 670  | 692  | 659  | 623  | 618  | 649  | 614  | 544  | 645  |

| 1901 | 1906 | 1911 | 1921 | 1926 | 1931 | 1936 | 1946 | 1954 |
| ---- | ---- | ---- | ---- | ---- | ---- | ---- | ---- | ---- |
| 534  | 544  | 599  | 596  | 590  | 547  | 571  | 538  | 570  |

| 1962 | 1968 | 1975  | 1982  | 1990  | 1999  | 2006  | 2008  | 2013  |
| ---- | ---- | ----- | ----- | ----- | ----- | ----- | ----- | ----- |
| 763  | 706  | 1 172 | 1 408 | 2 260 | 2 499 | 2 653 | 2 693 | 2 713 |

| 2018  | 2022  | - | - | - | - | - | - | - |
| ----- | ----- | - | - | - | - | - | - | - |
| 2 662 | 2 621 | - | - | - | - | - | - | - |

### Festivités et évènements
Salon de la gastronomie et de l'artisanat Marché aux fleurs 2e week-end de mai organisé par Vivons en Fête. Se tient le même week-end un vide-greniers le samedi et une fête foraine

## Économie

### Revenus de la population et fiscalité
En 2017, le nombre de ménages fiscaux de la commune était de 987 (dont 67 % imposés), représentant 2 601 personnes et la  médiane du revenu disponible par unité de consommation  de 25 460 euros.

### Emploi
En 2017 , le nombre total d’emplois dans la zone était de 457, occupant 1 201 actifs  résidants.
Le taux d'activité de la population (actifs ayant un emploi) âgée de 15 à 64 ans s'élevait à 66,9 % contre un taux de chômage de 7,9 %.
Les 25,2 % d’inactifs se répartissent de la façon suivante : 9,5 % d’étudiants et stagiaires non rémunérés, 8,6 % de retraités ou préretraités et 7,1 % pour les autres inactifs.

### Entreprises et commerces
En 2018, le nombre d'établissements actifs était de 36 dont  4 dans l’industrie manufacturière, industries extractives et autres, 3 dans la construction, 13 dans le commerce de gros et de détail, transports, hébergement et restauration, 7 dans les activités spécialisées, scientifiques et techniques et activités de services administratifs et de soutien, 4 dans l’administration publique, enseignement, santé humaine et action sociale et 5  étaient relatifs aux autres activités de services.
En 2019,  34 entreprises ont été créées sur le territoire de la commune, dont 30 individuelles.
Au 1er janvier 2020, la commune ne disposait pas d’hôtel et de terrain de camping.
- Construction en béton : fer technologique,
- Centrale électrique EDF (Centrale de Montereau mise en service en 1957, arrêtée en 2004, puis démolie en 2011). Elle est remplacée par deux turbines à combustion, mises en service le 30 novembre 2010,
- Important poste de transformation électrique de RTE, au lieu-dit "le Chesnoy" (400 kV, 225 kV et 63 kV).

### Agriculture
Vernou-la-Celle-sur-Seine est dans la petite région agricole dénommée la « Brie humide » (ou Brie de Melun), une partie de la Brie à l'est de Melun. En 2010, l'orientation technico-économique de l'agriculture sur la commune est la culture de céréales et d'oléoprotéagineux (COP).
Si la productivité agricole de la Seine-et-Marne se situe dans le peloton de tête des départements français, le département enregistre un double phénomène de disparition des terres cultivables (près de 2 000 ha par an dans les années 1980, moins dans les années 2000) et de réduction d'environ 30 % du nombre d'agriculteurs dans les années 2010. Cette tendance se retrouve au niveau de la commune où le nombre d’exploitations est passé de 9 en 1988 à 5 en 2010. Parallèlement, la taille de ces exploitations augmente, passant de 59 ha en 1988 à 106 ha en 2010.
Le tableau ci-dessous présente les principales caractéristiques des exploitations agricoles de Vernou-la-Celle-sur-Seine, observées sur une période de 22 ans : 
|                                      | 1988 | 2000 | 2010 |
| ------------------------------------ | ---- | ---- | ---- |
| Dimension économique,                |      |      |      |
| Nombre d’exploitations (u)           | 9    | 6    | 5    |
| Travail (UTA)                        | 14   | 7    | 4    |
| Surface agricole utilisée (ha)       | 529  | 399  | 532  |
| Cultures                             |      |      |      |
| Terres labourables (ha)              | 520  | 362  | 499  |
| Céréales (ha)                        | 380  | s    | s    |
| dont blé tendre (ha)                 | 232  | s    | 170  |
| dont maïs-grain et maïs-semence (ha) | 85   |      | s    |
| Tournesol (ha)                       | 79   | 27   |      |
| Colza et navette (ha)                | 39   | s    | s    |
| Élevage                              |      |      |      |
| Cheptel (UGBTA)                      | 275  | 220  | 39   |

## Culture locale et patrimoine

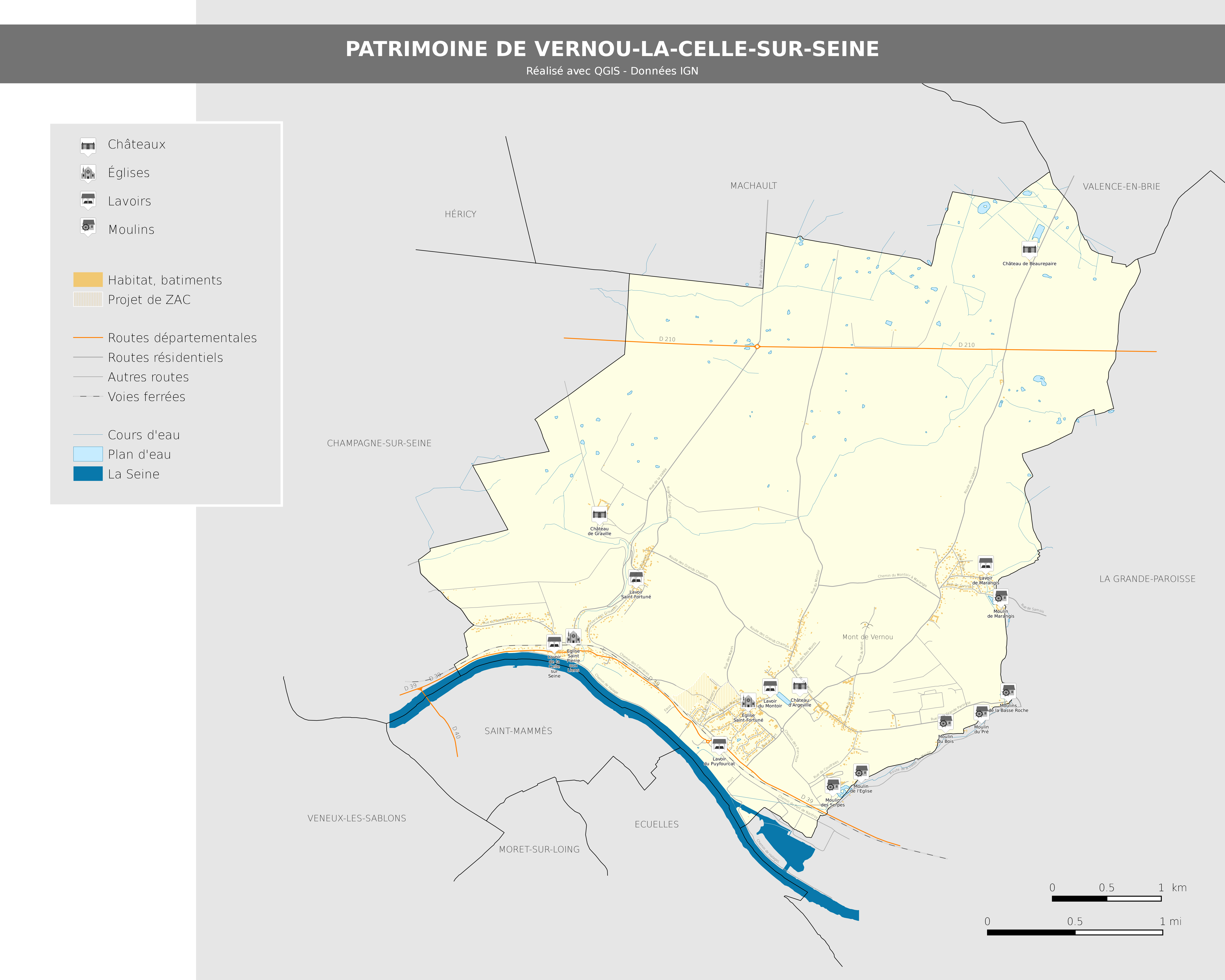
Situation géographique du Patrimoine de Vernou-la-Celle-sur-Seine.

### Patrimoine religieux
- Église Saint-Fortuné de Vernou
- Église Saint-Pierre-aux-Liens de La Celle-sur-Seine

### Lieux et monuments
La vallée des moulins se situe entre la Grande-Paroisse et Vernou-la-Celle-sur-Seine, les moulins se répartissant sur les deux communes. Le plus vieux moulin (Moulin de la Basse Roche) date du XIe siècle.
Architecture civile :
- Château d'Argeville : parc, communs, clôture, porte d'accès à la ferme, portail d'entrée.
- Château de Graville fin 16e/début 17e, remanié 1863 : logis rectangulaire flanqué de tours et de pavillons d'angle, façade Henri IV ; cheminées ornées de statues, de bustes et de portraits 17e.
- Château de Beaurepaire : façades et toitures du château, dépendances, portail d'entrée, ses pavillons et son mur ; colombier.
- Monument aux morts par Philippe Bayonne et Michel Deverne, 1972.

Architecture sacrée :
- Église Saint-Fortuné de Vernou : vaste édifice rectangulaire à 3 nefs, chœur à chevet plat de 3 travées et collatéraux 13e, nef de 4 travées et collatéraux 16e, chapiteaux à crochets, voûtes de plâtre 1869, portail Renaissance 1550 avec un H et un croissant (Henri II) surmonté d'une rose, clocher à 4 pignons coiffé d'une flèche ; vitraux 16e, buste-reliquaire de saint Fortuné 17e, piscine 12e décorée de feuillages, pierre tombale 13e.
- Église Saint-Pierre-aux-Liens de La Celle restaurée : nef de 3 travées lambrissée 12e, chœur de 2 travées voûtées d'ogives retombant sur des culots sculptés, bas-côté flamboyant 15e, clocher 17e ; vitraux 13e et 16e, Christ de bois 15e, saint Pierre assis en bois, épitaphe funéraire 18e.
- Fontaine Saint-Fortuné, avec statue du saint.

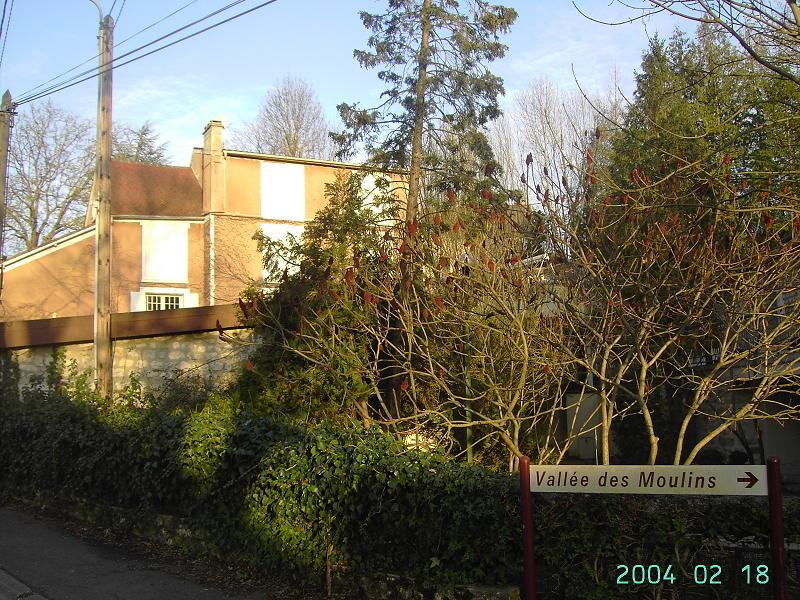
Entrée de la vallée des moulins avec le moulin de la basse roche en fond.
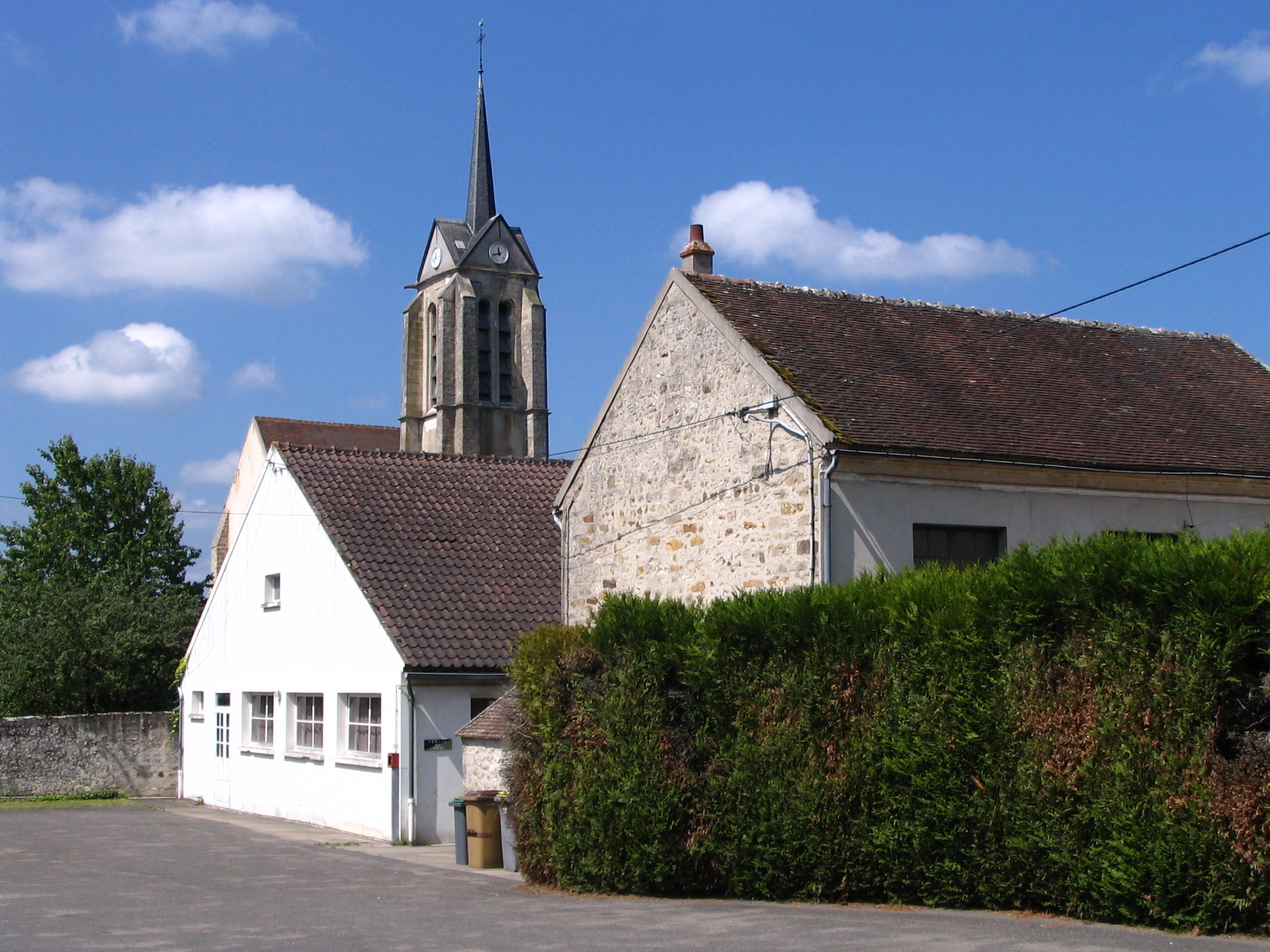
L'église de Vernou-la-Celle-sur-Seine.
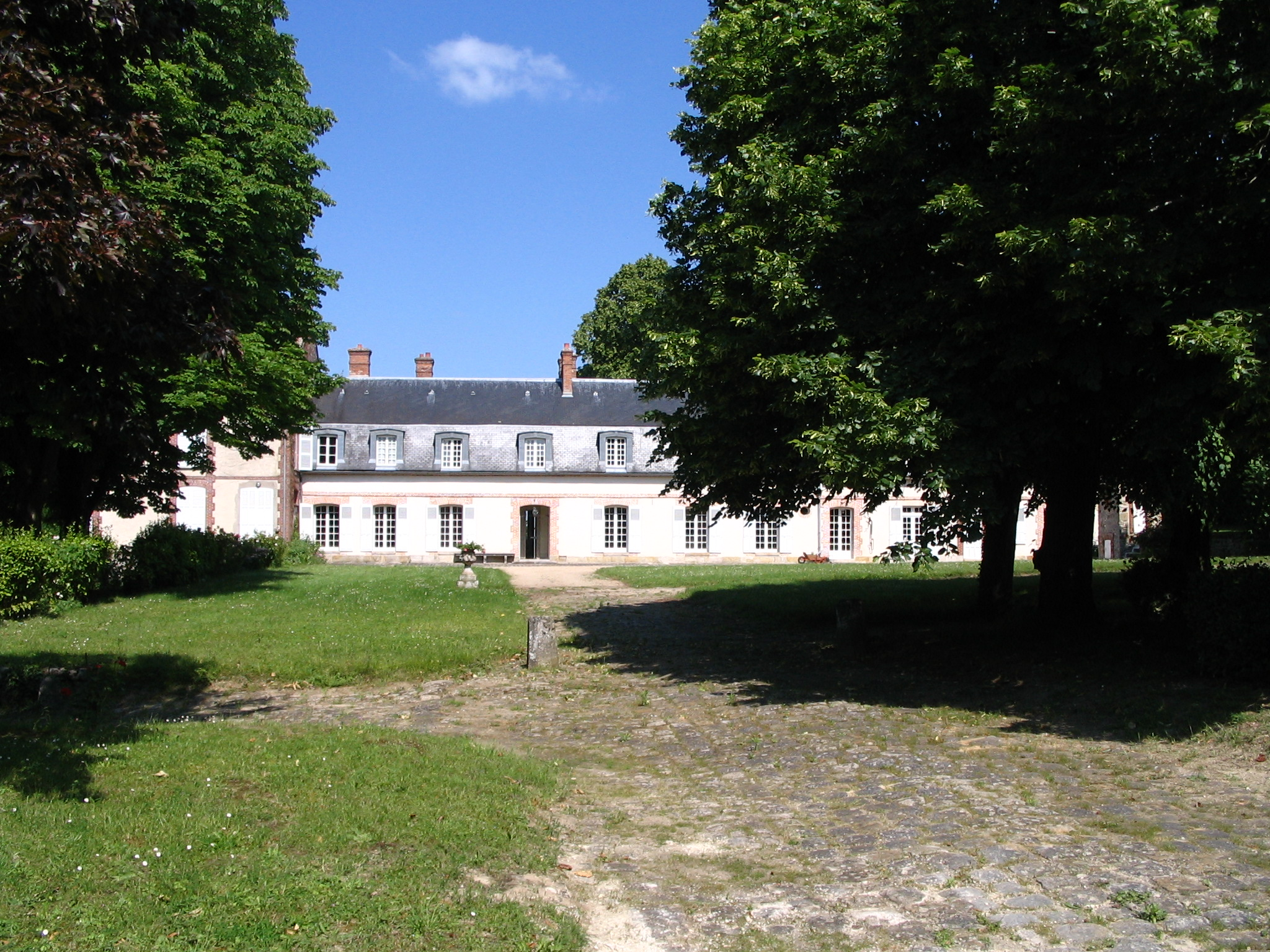
Château d'Argeville.

### Personnalités liées à la commune
- Louis Jules Chouard, journaliste et écrivain, né à Vernou.